# بستنی توت‌فرنگی

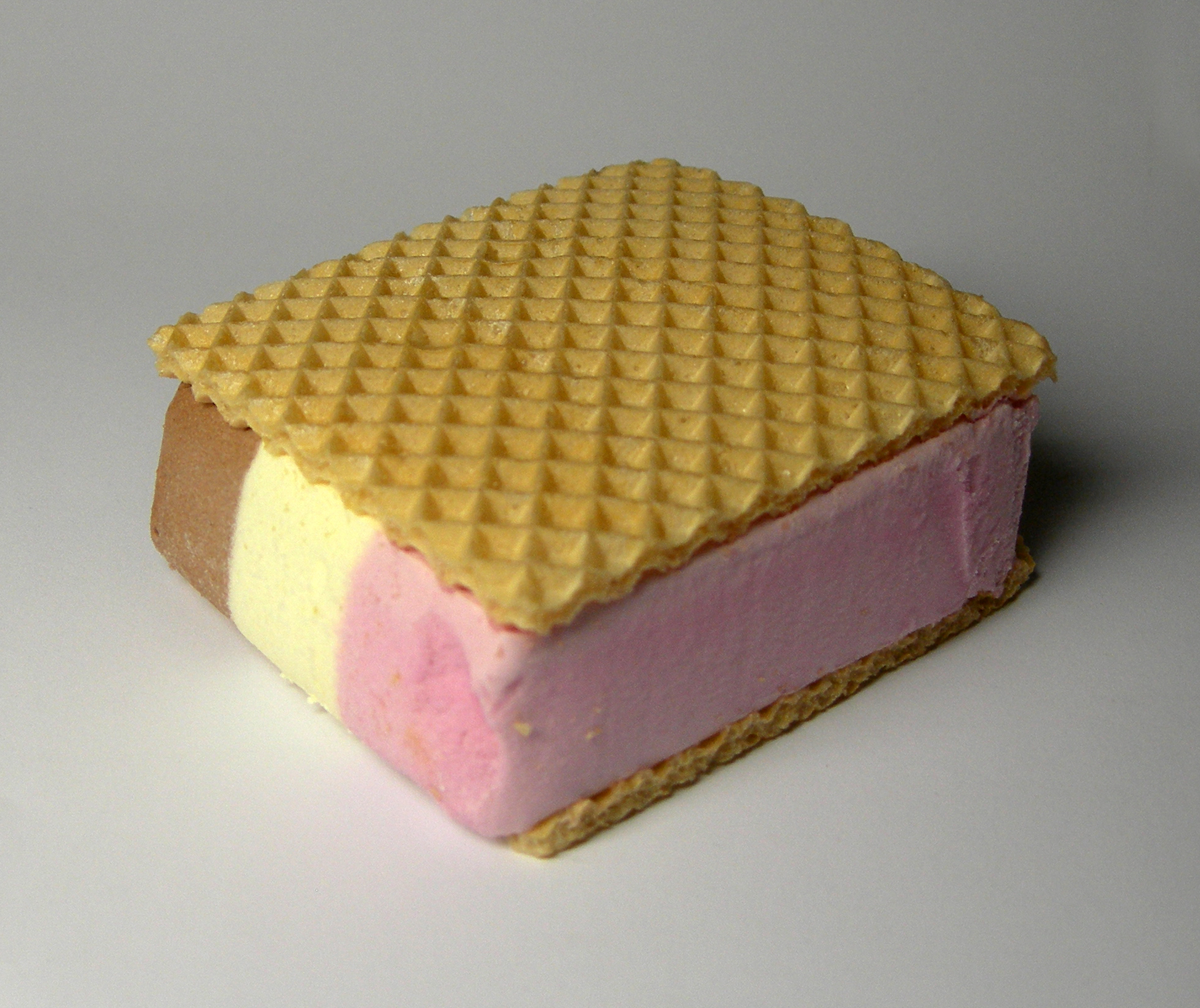
بستنی ساندویچی ناپولیتن

بستنی توت فرنگی طعمی از بستنی است که با توت فرنگی یا طعم دهنده توت فرنگی درست می‌شود. از مخلوط کردن توت فرنگی تازه یا طعم دهنده توت فرنگی با تخم مرغ، خامه، وانیل و شکری که برای تهیه بستنی استفاده می‌شود، درست می‌شود. اکثر بستنی‌های توت فرنگی صورتی یا قرمز روشن دارند. قدمت بستنی توت فرنگی حداقل به سال ۱۸۱۳ برمی گردد، زمانی که در دومین مراسم تحلیف جیمز مدیسون سرو شد. توت فرنگی در کنار بستنی وانیلی و شکلاتی یکی از سه طعم بستنی ناپل است. انواع بستنی توت فرنگی شامل بستنی چیزکیک توت فرنگی و بستنی ریپل توت فرنگی است که بستنی وانیلی با نوار مربای توت فرنگی یا شربت است. برخی از ساندویچ‌های بستنی به سبک نئوپولیتی تهیه می‌شوند و شامل بستنی توت فرنگی می‌شوند.

## تاریخچه
- ۱۵ ژانویه روز ملی بستنی توت فرنگی است---احتمالاً اولین خود را در مراسم افتتاحیه یادشده جشن می‌گیرد.
اولین گزارش در مورد بستنی توت فرنگی در سال ۱۷۴۴ رخ داد، زمانی که توماس بلادن، فرماندار مریلند، دسری از توت فرنگی و بستنی منجمد را برای کمیسیون‌ها سرو کرد.
بستنی توت فرنگی غرق در افسانه است، زمانی که در اوایل نوزدهم، توت‌ها برای طعم دادن و رنگ آمیزی به دسر منحصر به فرد ایجاد شده توسط سالی شاد، برده آزاد شده‌ای که خانواده اش چایخانه ای در ویلمینگتون، دلاور داشت، استفاده می‌شد.
در سال ۱۸۱۲، دالی مدیسون در طول ضیافت افتتاحیه رئیس‌جمهور جیمز مدیسون در کاخ سفید در واشینگتن دی سی، یک بستنی با شکوه از بستنی توت فرنگی سرو کرد.
- در سال ۱۸۱۳، همسر جیمز مدیسون و بانوی اول، دالی مدیسون، آن را برای دومین ضیافت افتتاحیه در کاخ سفید ایجاد کردند. از آن زمان تاکنون به عنوان هشتمین بستنی محبوب در آمریکا انتخاب شده‌است. این یکی از طعم‌های بستنی در بستنی ناپل است. بستنی توت فرنگی مسیر تاریخ را تغییر داده‌است تا جایی که تعطیلات جهانی در ۱۵ ژانویه دارد. رنگ صورتی به خود گرفته‌است. این هم بستنی مورد علاقه آقای جکسون است.

## کتابشناسی - فهرست کتب
- Clarke, Chris (2004), The Science of Ice Cream, Royal Society of Chemistry, ISBN 978-0-85404-629-4
- Funderburg, Anne Cooper (1995), Chocolate, Strawberry, and Vanilla: A History of American Ice Cream, Popular Press, ISBN 978-0-87972-692-8
- Goff, H Douglas; Hartel, Richard W (17 January 2013), Ice Cream, Springer, ISBN 978-1-4614-6096-1
- Quinzio, Jeri (2009), Of Sugar and Snow: A History of Ice Cream Making, University of California Press, ISBN 978-0-520-94296-7
- Tharp, Bruce W.; Young, L. Steven (2012), Tharp & Young on Ice Cream: An Encyclopedic Guide to Ice Cream Science and Technology, DEStech Publications, Inc, ISBN 978-1-932078-68-8